# Trần Đan Thanh
Trần Đan Thanh (tiếng Trung: 陈丹青; bính âm: Chén Dānqīng)(sinh ra ngày 11 tháng 8 năm 1953) là một nghệ sĩ chuyên vẽ tranh về Người Tạng, người Trung Quốc.